# Aigues-Vives (Ariège)
Aigues-Vives település Franciaországban, Ariège megyében. Lakosainak száma 631 fő (2022. január 1.). Aigues-Vives Laroque-d’Olmes, Léran, Limbrassac, Régat, Tabre és Troye-d’Ariège községekkel határos.

## Népesség
A település népességének változása:
| Lakosok száma | 188  | 339  | 462  | 515  | 615  | 649  | 666  | 645  | 634  | 631  |
|               | 1968 | 1982 | 1990 | 2006 | 2013 | 2015 | 2017 | 2019 | 2020 | 2022 |